# وستویک، نورفک
وستویک (به انگلیسی: Westwick) یک روستا و محله مدنی در بریتانیا است که در North Norfolk واقع شده‌است. وستویک ۴٫۸۸ کیلومتر مربع مساحت دارد.